# Vụ án Leningrad
Vụ án Leningrad, hoặc sự vụ Leningrad (tiếng Nga: Ленинградское дело, "Leningrad delo"), là một loạt các phiên tòa xét xử vào cuối những năm 1940– đầu nhưng năm 1950 để buộc tội một số lãnh đạo Đảng và nhà nước Nga Xô, đảng viên cấp cao Đảng Cộng sản toàn liên bang tội phản quốc, tham nhũng, lợi dụng chức vụ để trục lợi cho cá nhân và ý định tạo ra tổ chức chống Liên Xô tại Leningrad.
Trong thời kỳ perestroika, các nhà sử học Nga tin rằng "vụ án Leningrad" thể hiện ở sự cạnh tranh quyền lực trong giới lãnh đạo cao nhất của Liên Xô giữa một bên là nhóm Georgy Malenkov và Lavrenty Beria, và một bên là "nhóm Leningrad" - dẫn đầu bởi Andrey Zhdanov, Nikolay Voznesensky và Aleksey Kuznetsov. Nhóm Malenkov và Beria vượt lên so với nhóm Leningrad sau cái chết không đúng lúc của Bí thư thứ hai Trung ương Đảng Cộng sản toàn liên bang và người bạn thân của Joseph Stalin, Andrey Zhdanov, sau này bị gán cho nhiều tội danh (tuyên bố về sự cần thiết phải thành lập một Đảng Cộng sản Nga Xô; tổ chức nghiệp dư một hội chợ bán buôn Liên Xô ở Leningrad; làm sai lệch kết quả của cuộc bỏ phiếu kín tại Hội nghị Đảng khu vực Leningrad) và lần đầu tiên đạt được việc chính trị "Leningraders" (phe cánh Leningrad), và sau đó là loại bỏ thực thể. Joseph Stalin, đang tìm cách củng cố quyền lực cá nhân của mình, đã thi hành việc đàn áp "những người Leningraders" độc lập.

## Bối cảnh
Moskva và Leningrad là hai trung tâm quyền lực ở Liên Xô. Các nhà nghiên cứu cho rằng động lực đằng sau các vụ án là nỗi sợ bị giành quyền lực của Joseph Stalin từ các nhà lãnh đạo trẻ và nổi tiếng của Leningrad - những người được coi là anh hùng sau trận bao vây thành phố. Mong muốn giữ quyền lực và kết hợp với sự ngờ vực đa nghi của Stalin đối với bất kỳ ai từ Leningrad từ thời Stalin tham gia Cách mạng Nga, Nội chiến Nga, xử tử Grigory Zinoviev và phe đối lập. Trong số các đối thủ của Stalin từ Leningrad, người cũng bị ám sát có hai cựu lãnh đạo của thành phố: Sergei Kirov và Leon Trotsky; Trong cuộc bao vây Leningrad, các nhà lãnh đạo thành phố tương đối tự trị từ Moskva. Những người sống sót sau cuộc bao vây đã trở thành anh hùng dân tộc, và các nhà lãnh đạo của Leningrad một lần nữa giành được nhiều quyền lực trong chính quyền trung ương Liên Xô tại Moskva.

## Những người liên quan
Ở trung tâm của cuộc điều tra là tất cả các nhà lãnh đạo các tổ chức Đảng cấp tỉnh, thành phố và quận Leningrad, cũng như hầu hết các nhân vật Liên Xô và nhà nước, những người, sau Chiến tranh Vệ quốc vĩ đại, đã được đề cử từ Leningrad cho công việc lãnh đạo ở Moskva và các tổ chức đảng tỉnh khác. Các vụ bắt giữ được thực hiện ở cả Leningrad và khắp đất nước: ở Moskva, Gorky, Murmansk, Simferopol, Novgorod, Ryazan, Pskov, Petrozavodsk, Tallinn.
Trong lần xét xử đầu tiên, các bị cáo đã:
- Aleksey Aleksandrovich Kuznetsov - Bí thư Trung ương Đảng Cộng sản toàn liên bang, nguyên Bí thư thứ nhất Tỉnh ủy và Thành ủy Leningrad Đảng Cộng sản toàn liên bang;
- Pyotr Sergeyevich Popkov - Ủy viên dự khuyết Trung ương Đảng Cộng sản toàn liên bang, Bí thư thứ nhất Tỉnh ủy và Thành ủy Leningrad Đảng Cộng sản toàn liên bang;
- Nikolay Alekseyevich Voznesensky - Ủy viên Trung ương Đảng Cộng sản toàn liên bang, Chủ nhiệm Ủy ban Kế hoạch Nhà nước Liên Xô;
- Yakov Fyodorovich Kapustin - Bí thư thứ hai Thành ủy Leningrad Đảng Cộng sản toàn liên bang;
- Pyotr Georgyevich Lazutin - Chủ tịch Ủy ban chấp hành thành phố Leningrad;
- Mikhail Ivanovich Rodionov - Ủy viên dự khuyết Trung ương Đảng Cộng sản toàn liên bang, Chủ tịch Hội đồng Bộ trưởng Nga Xô;
- Iosif Mikhailovich Turko - Bí thư thứ nhất Tỉnh ủy Yaroslavl Đảng Cộng sản toàn liên bang;
- Filipp Yegorovich Mikheyev - Trưởng ban Ban Kiểm tra Tỉnh ủy và Thành ủy Leningrad Đảng Cộng sản toàn liên bang;
- Taisiya Vladimirovna Zakrzhevskaya - Trưởng ban Ban Các cơ quan Đảng, Công đoàn và Komsomol Trung ương Đảng Cộng sản toàn liên bang.

## Sự kiện
Tháng 1 năm 1949, Pyotr Popkov, Aleksey Kuznetsov và Nikolay Voznesensky đã tổ chức Hội chợ thương mại Leningrad để thúc đẩy nền kinh tế sau chiến tranh và hỗ trợ những người sống sót sau Cuộc bao vây Leningrad với hàng hóa và dịch vụ từ các khu vực khác của Liên Xô. Hội chợ đã bị tấn công bởi bộ máy tuyên truyền chính thức của Liên Xô, và được mô tả sai lệch như một kế hoạch sử dụng ngân sách liên bang từ Moskva để phát triển kinh doanh ở Leningrad, mặc dù ngân sách và kinh tế của một hội chợ thương mại như vậy là bình thường và hợp pháp và được Ủy ban Kế hoạch Nhà nước và chính quyền Liên Xô chấp thuận. Các cáo buộc khác bao gồm Kuznetsov, Popkov và những người khác đã cố gắng thiết lập lại tầm quan trọng chính trị và lịch sử của Leningrad như một thủ đô cũ của Nga, do đó cạnh tranh với chính phủ cộng sản tập trung ở Moskva. Người tố cáo ban đầu là Georgy Malenkov, phó chủ tịch Hội đồng Bộ trưởng Liên Xô. Sau đó, các cáo buộc chính thức được đưa ra bởi Đảng Cộng sản và được ký bởi Malenkov, Khrushchev và Beria. Hơn hai nghìn người từ chính quyền thành phố Leningrad và chính quyền tỉnh đã bị bắt giữ. Cũng bị bắt giữ là nhiều nhà quản lý công nghiệp, nhà khoa học và giáo sư đại học. Chính quyền thành phố và tỉnh ở Leningrad đã nhanh chóng bị chiếm đóng bởi những người cộng sản thân Stalin được lựa chọn từ Moskva. Một số chính trị gia quan trọng đã bị bắt ở Moskva và các thành phố khác trên khắp Liên Xô.
Như một kết quả của việc truy tố đầu tiên, vào ngày 30 tháng 9 năm 1950, Nikolay Voznesensky (Chủ tịch Gosplan), Mikhail Rodionov (Chủ tịch Hội đồng Bộ trưởng Nga Xô), Aleksey Kuznetsov, Pyotr Popkov, Yakov Kapustin và Pyotr Lazutin đã bị kết án tử hình vì những cáo buộc sai trái về biển thủ ngân sách Nhà nước Liên Xô vì "kinh doanh trái phép ở Leningrad", bị coi là phản quốc chống Liên Xô. Do đó, Stalin đã loại bỏ một số đối thủ trẻ tuổi hơn và củng cố chế độ độc tài.

## Thi hành
Phán quyết được tuyên bố sau cánh cửa đóng kín vào lúc nửa đêm và sáu bị cáo chính, bao gồm cả chủ tịch Ủy ban chấp hành thành phố, bị xử bắn ngày 1/10/1950. Chình quyền Stalin đã khôi phục án tử hình ngày 12/1/1950; sau khi bị bãi bỏ năm 1947. áp dụng cho bị cáo hồi tố. Hơn 200 quan chức Leningrad đã bị kết án tù từ 10 đến 25 năm. Gia đình của họ bị tước quyền sống và làm việc ở bất kỳ thành phố lớn nào, do đó hạn chế cuộc sống của họ ở Siberia. 
Khoảng 2.000 nhân vật công chức của Leningrad đã bị xóa khỏi chức vụ của họ và bị buộc dời khỏi thành phố, do đó mất nhà cửa và tài sản khác. Tất cả bọn họ đều đàn áp, cùng với người thân của họ. Các trí thức, nhà khoa học, nhà văn và nhà giáo dục đáng kính, nhiều người trong số họ là trụ cột của cộng đồng thành phố, đã bị lưu đày hoặc bị giam cầm trong các trại tù Gulag. Trí thức bị đàn áp gay gắt vì những dấu hiệu bất đồng quan điểm nhỏ nhất, chẳng hạn như Nikolai Punin.
Vụ việc Leningrad được tổ chức và giám sát bởi Malenkov và Beria. Thi hành và thanh trừng được thực hiện bởi Viktor Abakumov và Bộ An ninh Nhà nước Liên Xô . Mộ của các thủ lĩnh bị xử tử của Leningrad không bao giờ được đánh dấu và vị trí chính xác của họ vẫn chưa được tìm thấy.
Tất cả các bị cáo sau đó đã được phục hồi danh dự trong thời kỳ Thời kỳ tan băng Khrushchyov, nhiều người được truy tặng.
Alexei Kosygin, sống sót qua sự kiện này nhưng sự nghiệp chính trị của ông bị cản trở trong một thời gian.

## Ý tưởng thành lập Đảng Cộng sản Nga Xô
Các nhà lãnh đạo của Tỉnh ủy Leningrad Đảng Cộng sản Toàn liên bang bị cáo buộc có ý định thành lập Đảng Cộng sản Nga đối lập với Đảng Toàn liên bang (tên cũ của Đảng Cộng sản Liên Xô) và bắt đầu cuộc đối đầu với Ban Chấp hành Trung ương Đảng Cộng sản toàn Liên bang (b).
Stalin đã phản ứng tiêu cực gay gắt trước đề xuất thành lập Đảng Cộng sản Nga (b). Rõ ràng, ông đang lo sợ rằng Đảng Cộng sản Nga, không giống như các đảng của các nước cộng hòa thuộc Liên minh khác, sẽ gây ra mối đe dọa cho ban lãnh đạo Trung ương của đảng. Vài ngày sau, Bộ Chính trị thông qua nghị quyết cách chức những người Cộng sản Leningrad khỏi chức vụ của họ và buộc tổ chức đảng Leningrad lập lại trật tự trong hàng ngũ.

Thực tế là các cuộc trò chuyện về việc thành lập Đảng Cộng sản Nga đang diễn ra tại văn phòng của các Bí thư Trung ương Đảng Andrey Zhdanov và Alexey Kuznetsov, cũng như phản ứng tiêu cực của Stalin, được phát biểu tại một cuộc họp Bộ Chính trị Trung ương Đảng Cộng sản toàn Liên bang về đề xuất của Pyotr Popkov, được đưa ra tại Hội nghị toàn thể tháng Hai của Tỉnh ủy Leningrad Đảng Cộng sản toàn Liên bang (b) với sự hiện diện của Bí thư Trung ương Đảng Georgy Malenkov. Vào tháng 9 năm 1947, Mikhail Rodionov, Chủ tịch Hội đồng Bộ trưởng Nga Xô, đã kêu gọi Stalin với một đề nghị như vậy, giải thích rằng Văn phòng Ban Chấp hành Trung ương Đảng về Nga Xô là nhu cầu để thảo luận về các vấn đề kinh tế và văn hóa được đưa ra trước Hội đồng Bộ trưởng nước cộng hòa đệ trình để xem xét. Mặc dù tên chính thức của cơ quan này do Rodionov đề xuất giống với Văn phòng Ban Chấp hành Trung ương Đảng phụ trách các vấn đề về Nga Xô, được thành lập theo sáng kiến riêng của Stalin vào năm 1936, về mặt chức năng, nó có quyền hạn rộng hơn nhiều: trên thực tế, nó đã được đề xuất tước bỏ các tổ chức đảng địa phương của Nga chuyển trực tiếp vào Ban Chấp hành Trung ương, bỏ qua Bộ Chính trị. Do đó, một “Bộ Chính trị nhỏ” với sự lãnh đạo của chính mình và một hệ thống quyền lực kép trong đảng và nhà nước sẽ được tạo ra. Điều này đã bị phản đối không chỉ bởi Stalin, mà sau đó là Khrushchev, người đã tuyên bố tại cuộc họp của Ban Chấp hành Trung ương Đảng Cộng sản Liên Xô tổ chức vào ngày 27 tháng 2 năm 1957: “Liên bang Nga rất rộng lớn, và điều cần thiết là không có sự chia rẽ trong đảng”.
Đối với vị trí Bí thư thứ nhất Tỉnh ủy Leningrad, người dân Leningrad thích Alexey Kuznetsov, điều này được phản ánh trong bản án về "vụ án Leningrad": những người bị kết án bị buộc tội vì, cố tạo ra một nhóm chống đảng, chúng thực hiện các hoạt động lật đổ nhằm chia rẽ và chống lại tổ chức đảng Leningrad với Ban Chấp hành Trung ương Đảng, biến tổ chức này thành chỗ dựa để đấu tranh với đảng và Ban Chấp hành Trung ương Đảng Cộng sản toàn Liên bang (b).
Tại cuộc họp toàn thể tháng 2 của Tỉnh ủy và Thành ủy Leningrad (1949), Pyotr Popkov giải thích mong muốn thành lập Đảng Cộng sản Nga (b) bởi nhu cầu "tạo điều kiện thuận lợi" cho công việc của Ban chấp hành Trung ương Đảng toàn Liên bang (b) trong việc lãnh đạo các tổ chức đảng, nhưng cũng thừa nhận rằng việc bảo vệ lợi ích của nhân dân Nga, được giao cho Đảng Cộng sản Nga, đã là đường lối chống đảng, vì "chúng không thể nói rằng Đảng Cộng sản Nga (b) quan tâm đến lợi ích của nhân dân Nga, trong khi Stalin thì không".

## Thao túng bầu cử
Trung ương Đảng lo ngại về những bất thường trong quy trình bầu cử tại Hội nghị Đảng thống nhất thành phố Leningrad lần thứ VIII, nơi có có tên của Pyotr Popkov, Bí thư thứ nhất của Tỉnh ủy và Thành ủy, Yakov Kapustin, Bí thư thứ hai Thành ủy, và Georgy Badaev đã bị gạch bỏ trong nhiều cuộc bỏ phiếu kín, nhưng khi kết quả được công bố, họ được cho là đã được bầu tuyệt đối. Andrey Tikhonov, Trưởng ban công nghiệp nặng Thành ủy, đã báo cáo về kết quả bỏ phiếu. Điều này đã được báo cáo lên Trung ương Đảng bởi một người khiếu nại giấu tên giấu tên vì sợ bị trả thù, sau đó Bí thư Trung ương Đảng  Georgy Malenkov đã ra lệnh điều tra.
Tikhonov và bạn của mình, Vladimir Nikitin, Bí thư Quận ủy Smolnensk. Nikitin được triệu tập đến Moskva để giải trình, sau đó các thành viên của ủy ban kiểm phiếu được thẩm vấn và người ta phát hiện ra có gian lận: 4 phiếu chống Popkov, 2 phiếu chống Badaev và 15 phiếu chống Kapustin. Ngoài ra, các phiếu chống lại Chủ tịch Ủy ban chấp hành thành phố Leningrad, Pyotr Lazutin. Họ bắt đầu hỏi ai là người đã ra lệnh về việc gian lận, và Popkov cố gắng đổ lỗi cho Kapustin hoặc để chứng minh rằng Tikhonov đã tự mình hành động. Không có kết luận rõ ràng về vấn đề này trong các tài liệu. Sử gia Vladislav Alexandrovich Kutuzov trong những bài báo đầu tiên của ông về "vụ án Leningrad" năm 1987-1989 đã chỉ ra Tikhonov là kẻ duy nhất có tội giả mạo và coi thực tế giả mạo là không đáng kể so với lý lịch 1000 phiếu bầu. Alisa Amosova và cộng tác viên người Mỹ của bà là David Brandenberger thường viết rằng các vi phạm dân chủ đảng và thực hành công bố kết quả bầu cử là tuyệt đối trong khi trên thực tế, họ chỉ cho thấy đa số phiếu phổ biến trong thời Stalin, tuy nhiên, họ không hỗ trợ tuyên bố này với bất kỳ tài liệu lưu trữ nào hoặc tham chiếu đến các nguồn.
Một báo cáo của tân Bí thư thứ nhất Thành ủy, Frol Kozlov, tại Hội nghị Đảng bộ thành phố Leningrad lần thứ IX (1950), cho thấy hành vi gian lận bầu cử trong các tổ chức của Đảng bộ thành phố Leningrad được coi là có thể dung thứ được: tại Hội nghị Đảng bộ quận Leninsky lần thứ IX, theo chỉ đạo của Bí thư Quận ủy, L.S. Ananyev đã rút bỏ phiếu và chống việc đề cử Popkov làm đại biểu dự hội nghị đảng bộ thành phố, kết quả bầu cử các đảng bộ là “sửa chữa” tại hội nghị đảng thời kỳ Frunze, trong một số tổ chức đảng bộ sơ cấp của quận Vasileostrovsky cũng thực hiện tương tự. Thông lệ này cũng được triển khai vào các tổ chức Đoàn Thanh niên Komsomol. Đáng chú ý là chính hành vi vi phạm gian lận này đã được Kozlov đặt lên hàng đầu chứ hoàn toàn không phải do say xỉn, biển thủ công quỹ của đảng-nhà nước và biển thủ tiền bạc, lương thực, vật chất của các bị cáo trong "vụ án Leningrad". “Điều này một lần nữa nhấn mạnh mức độ nghiêm trọng của những gì chính quyền Leningrad đã làm theo thang đánh giá về hành vi sai phạm của đảng có hiệu lực vào thời điểm đó” nhà nghiên cứu A.V. Sushkov viết.
Sau khi gian lận bầu cử được thiết lập, một cuộc họp toàn thể của Tỉnh ủy và Thành ủy Leningrad Đảng Cộng sản toàn Liên bang (b) đã diễn ra vào tháng 2 (1949), tại đó các diễn giả đã kết nối những gì đã xảy ra với chủ nghĩa khoe khoang và thoái hóa đã lôi kéo các các thành viên trong đảng, bày tỏ sự trách móc chống lại Kuznetsov, người khuyến khích tính cộng đồng và không nhận những lời chỉ trích, cư xử như một "vị vua và vị thần".

## Tổ chức nhân sự
Một trong những cáo buộc chống lại "Leningraders" là sai sót trong chính sách nhân sự: tuyển chọn không dựa trên các phẩm chất chính trị mà từ những người trung thành với cá nhân mình, những người không chỉ "có vấn đề về chính trị", mà còn "suy đồi về mặt đạo đức", đồng thời che giấu tiêu cực thông tin và sự kiện về tiểu sử của họ.

### Lò rèn Kuznetsov
Leningrad những năm sau chiến tranh thực sự trở thành lò rèn nhân sự ở nhiều cấp độ khác nhau.
Họ được đưa vào vị trí đứng đầu các Tỉnh ủy, với triển vọng trở thành ủy viên dự khuyết Trung ương Đảng tại đại hội đảng tiếp theo: Tỉnh ủy Novgorod - Grigory Bumagin, Tỉnh ủy Pskov - Leonty Antyufeev, Tỉnh ủy Yaroslavl - Iosif Turko, Tỉnh ủy Krymsky - Nikolai Solovyov.
Các chức vụ bí thư thứ hai trong ban lãnh đạo các tỉnh gồm Georgy Kedrov (Ban Chấp hành Trung ương Đảng Cộng sản Estonia), Pyotr Ivanov (Kaliningrad), I.I. Baskakov (Novgorod), A.D. Verbitsky (Murmansk), P.V. Kuzmenko (Ryazan).
P.P. Yeremeev từ Leningrad, sau đó M.I. Safonov (Novgorod), V.D. Semin (Pskov) và A.I. Burilin (Kaluga) đứng đầu các ủy ban chấp hành tỉnh của Xô viết đại biểu công nhân. Bí thư thứ hai tỉnh ủy và chủ tịch ủy ban chấp hành tỉnh thường là lực lượng dự bị gần nhất để thăng tiến các vai trò cao nhất trong các tỉnh.
Một số nhà lãnh đạo Leningrad đã được đề cử vào Trung ương Đảng Cộng sản Liên Xô và các cơ quan chính phủ. Trước hết, Aleksey Kuznetsov, Trưởng ban Tổ chức cán bộ Trung ương Đảng Cộng sản toàn Liên bang (b), vây quanh mình với những người đồng hương, Taisiya Zakrzhevskaya, cựu bí thư Quận ủy Kuibyshevsky thuộc Tỉnh ủy Leningrad, trở thành phó trưởng ban Ban Các cơ quan Đảng, Công đoàn và Komsomol Trung ương Đảng Cộng sản toàn Liên bang;  Ivan Andreenko, nguyên trưởng ban thương mại kiêm phó chủ tịch Ủy ban chấp hành thành phố Leningrad trở thành phó trưởng ban Ban thương mại tài chính và kế hoạch Trung ương Đảng Cộng sản toàn Liên bang, Aleksey Klemenchuk - cục quản lý nhân sự Trung ương Đảng, N.D. Shumilov, nguyên Tổng biên tập tờ báo Leningrad Pravda làm việc tại Vụ tổ chức Ban Tuyên truyền và Cổ động Trung ương Đảng. V.N. Ivanov trở thành thanh tra Trung ương Đảng, Mikhail Basov trở thành Phó Chủ tịch Hội đồng Bộ trưởng Nga Xô và Chủ tịch Gosplan Nga Xô.
Thật khó để giải thích luồng nhân sự này chỉ bởi quyền hạn của Leningraders và thực tế là họ có một số kinh nghiệm cá nhân đặc thù. Các vùng Siberia, Ural hoặc Volga có không ít quyền lực và kinh nghiệm, nhưng không có được ảnh hưởng như vậy trong đảng. Do đó, người ta có thể kết luận rằng cả Andrey Zhdanov, với tư cách là người đứng đầu Ban Bí thư Trung ương Đảng và Aleksey Kuznetsov, với tư cách là Trưởng ban Ban Tổ chức Cán bộ Trung ương Đảng: chính cơ cấu này đã đề cử và đặc trưng Leningrad được đề cử vào Ban Bí thư và Bộ Chính trị Trung ương Đảng. Phải nói rằng Zhdanov và Kuznetsov đôi khi đã không vượt qua được hệ thống phê duyệt nhân sự nhiều giai đoạn: vào giữa năm 1948, lần đầu tiên là không bổ nhiệm được bí thư thứ hai Thành ủy Leningrad, Phải nói rằng Zhdanov và Kuznetsov đôi khi đã không vượt qua được hệ thống phê duyệt nhân sự nhiều giai đoạn: vào giữa năm 1948, Phải nói rằng Zhdanov và Kuznetsov đôi khi đã không vượt qua được hệ thống phê duyệt nhân sự nhiều giai đoạn: vào giữa năm 1948, không bổ nhiệm được bí thư thứ hai Thành ủy Leningrad, Yakov Kapustin làm Trưởng ban Ban Kỹ thuật Cơ khí Trung ương Đảng; lần thứ hai là đưa Trưởng ban Ban Công tác Thành ủy và Tỉnh ủy Leningrad Filipp Mikheev thay cho Dmitry Krupin làm người Trưởng ban Ban Công tác Trung ương Đảng.